# Florian Maj (zm. 1673)
Florian Maj herbu Starykoń (zm. w 1673) – polski szlachcic, porucznik pancerny, uczestnik bitwy pod Chocimiem (1673).

## Życiorys
Florian Maj pochodził ze szlacheckiej rodziny ziemiańskiej, Majów herbu Starykoń. Był porucznikiem wojsk pancernych, pod dowództwem ówczesnego koniuszego litewskiego, podczas Bitwy pod Chocimiem w 1673 roku. Poległ na polu bitwy kiedy to nieznany Turek ściął mu głowę.
Wespazjan Kochowski pochował Floriana w Krakowie wraz z innym porucznikiem wojsk pancernych, Stefanem Białobrzeskim, gdzie wygłosił mowę pogrzebową. Ponadto, uczcił ich dokonania i zasługi, umieszczając imiona obu w jednym ze swoich wierszy (fragment dotyczący Floriana znajduje się w rozdziale Upamiętnienie, poniżej).

## Upamiętnienie
Wespazjan Kochowski w swoim dziele Liryka Polskie z 1674 roku, wspomniał o Florianie w następującym fragmencie:

Przepomnięż Maja? Piękną chucią zjęty, 

Na dzielnym koniu biegając, nie stanie, 

A jako na harc wysunie się kręty, 

Nagle się z placu zmykają poganie. 

Tamże bułatem srogo w głowę cięty, 

Los ostateczny znosisz Floryanie. 

Także herbowny każesz Starykoniu, 

Żeby nie w łóżku, lecz umrzeć na błoniu?